# Barack Obama
Barack Hussein Obama II (Honolulu, 4 augustus 1961) is een Amerikaans politicus, advocaat, en schrijver. Hij was de 44e president van de Verenigde Staten, in functie van 20 januari 2009 tot 20 januari 2017 gedurende twee ambtsperioden. Hij was de eerste Amerikaanse president van (deels) Afrikaanse afkomst.
Tussen 3 januari 2005 en 16 november 2008 was Obama senator voor Illinois en voordien was hij staatssenator in de wetgevende vergadering van zijn thuisstaat. Na het verslaan van de Republikeinse kandidaat John McCain tijdens de Amerikaanse presidentsverkiezingen 2008 werd hij op 20 januari 2009 tijdens de inauguratie op het Capitool beëdigd als president. Op 9 oktober 2009 kreeg Obama de Nobelprijs voor de Vrede. Hij werd herverkozen bij de Amerikaanse presidentsverkiezingen van 2012 door de Republikeinse kandidaat Mitt Romney.

## Biografie
Obama's vader, Barack Obama Sr., was een Luo uit Kenia. Zijn moeder, Ann Dunham, was een Amerikaanse uit Kansas. Zijn ouders scheidden in 1964 toen Obama twee jaar oud was. Zijn vader keerde terug naar Kenia. Obama heeft hem daarna nog maar één keer gezien. Na de scheiding hertrouwde zijn moeder met Lolo Soetoro, een Indonesische student die in Hawaï studeerde. In 1967 verhuisde het gezin naar Jakarta. Tijdens deze periode volgde Barry Soetoro, zoals hij toen genoemd werd, gedurende twee jaar onderwijs aan een katholieke basisschool die door de Nederlandse kapucijn Bart Janssen is gesticht. Hij was er ingeschreven als moslim. Daarna vervolgde hij zijn lagere school aan de State Elementary School Menteng 01, die Janssen omschrijft als een "elitaire moslimschool". Vier jaar later, Obama was toen tien, keerde hij terug naar Honolulu en ging wonen bij de ouders van zijn moeder. Hier bezocht hij de middelbare school tot 1979. Toen Obama 21 jaar was, kwam zijn vader om bij een auto-ongeluk in Kenia. Zijn moeder keerde ook nog even terug naar Hawaï, maar ging uiteindelijk weer naar Indonesië. Zij overleed in 1995 aan kanker, een paar maanden na het verschijnen van Obama's boek Dreams from My Father.

### Studie
Na de middelbare school verhuisde Obama naar Los Angeles, waar hij twee jaar aan het Occidental College studeerde. Hij zette zijn studie voort aan de Columbia-universiteit in New York, waar hij in 1983 afstudeerde in politicologie met als specialisatie internationale betrekkingen. Na zijn studie werkte hij als onderzoeker bij de New York Public Interest Group. In 1985 verhuisde hij naar Chicago waar hij projecten deed in armere buurten. Van 1985 tot 1988 was hij hoofd van het Developing Communities Project (DCP). DCP was een hulpprogramma opgezet door de Katholieke Kerk. Als afsluiting van deze periode bezocht Obama Europa en Kenia. In Kenia ontmoette hij familieleden.
In 1988 begon Barack Obama aan zijn studie rechten aan de Harvard-universiteit. In 1990 haalde hij het nieuws toen hij als eerste Afro-Amerikaan werd benoemd tot president van de Harvard Law Review. In deze hoedanigheid zorgde hij voor een politiek en ideologisch evenwicht in de inhoud van het tijdschrift; zelf publiceerde hij anoniem een artikel over het recht van het kind om tegen de eigen moeder een rechtszaak aan te spannen wegens verwaarlozing tijdens de zwangerschap. Hij studeerde in 1991 cum laude af, waarna hij terugkeerde naar Chicago en ging werken als advocaat. Obama doceerde tussen 1993 en 2004 in deeltijd rechten aan de Universiteit van Chicago. Van 1992 tot 2002 was hij tevens werkzaam bij het advocatenkantoor Davis, Miner, Barnhill & Galland.
Zijn activiteiten als advocaat in dossiers aangaande mensenrechten was de beslissende stap die hem naar politieke activiteiten bracht.

### Familie

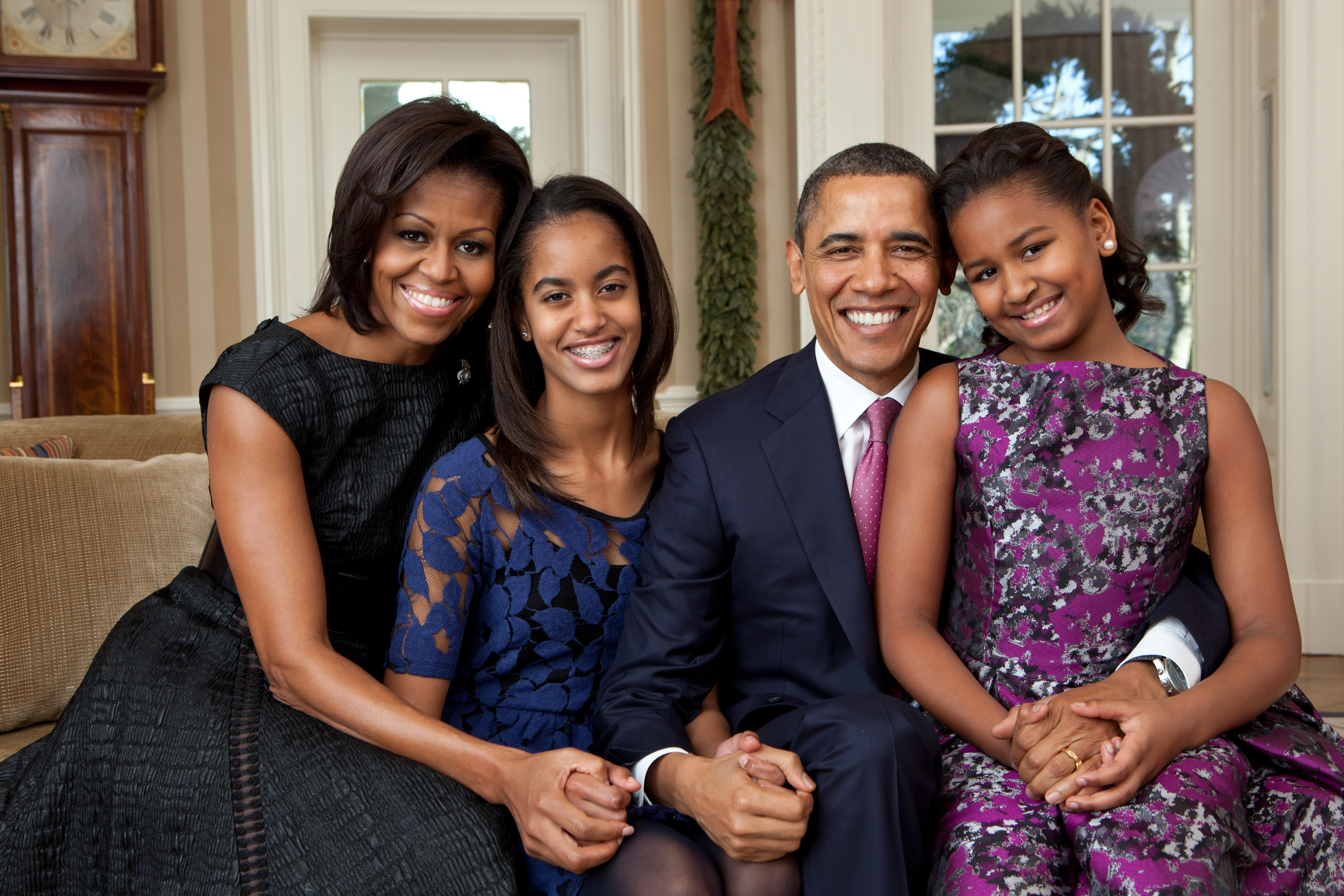
Obama met Michelle en hun kinderen Malia Ann en Sasha (2011)

Obama's echtgenote Michelle Robinson studeerde eveneens aan Harvard. De twee ontmoetten elkaar in 1989 tijdens hun werk voor een advocatenkantoor en trouwden in 1992. Ze hebben twee dochters: Malia Ann (4 juli 1998) en Natasha "Sasha" (10 juni 2001). Michelle Obama is tegenwoordig vicepresidente voor gemeenschapszaken van de University of Chicago Hospitals. Zij kwam in opspraak toen haar salaris verdrievoudigde nadat Obama senator was geworden. De reden hiervoor was echter een promotie en haar volle baan met overuren toen ze geen campagne meer voerde voor haar echtgenoot.
Obama is christen, maar niet van huis uit. Hij werd in 1988 gedoopt in de United Church of Christ.
Barack Obama is een afstammeling van de protestantse 'Pilgrim Fathers', te weten de familie Blossom, die begin 17e eeuw vanwege religieuze vervolgingen vanuit Engeland naar Leiden was uitgeweken en van daaruit in 1629 naar Amerika voer voor een leven in godsdienstvrijheid. Het meeste opmerkelijke aan deze vondst, die op 5 december 2008 door de gemeente Leiden werd bekendgemaakt en door de New England Historic Genealogical Society in Boston werd bevestigd, is dat Obama afstamt van Elizabeth Blossom, wier broer Peter een verre voorouder is van Obama's ambtsvoorganger George W. Bush.
Ook de vicepresident van de VS tijdens Bush' regering, Dick Cheney, is verre familie van Obama. Halfbroer Malik Obama deed in Kenia mee aan de gouverneursverkiezing voor het district Siaya en werd derde.

## Politiek

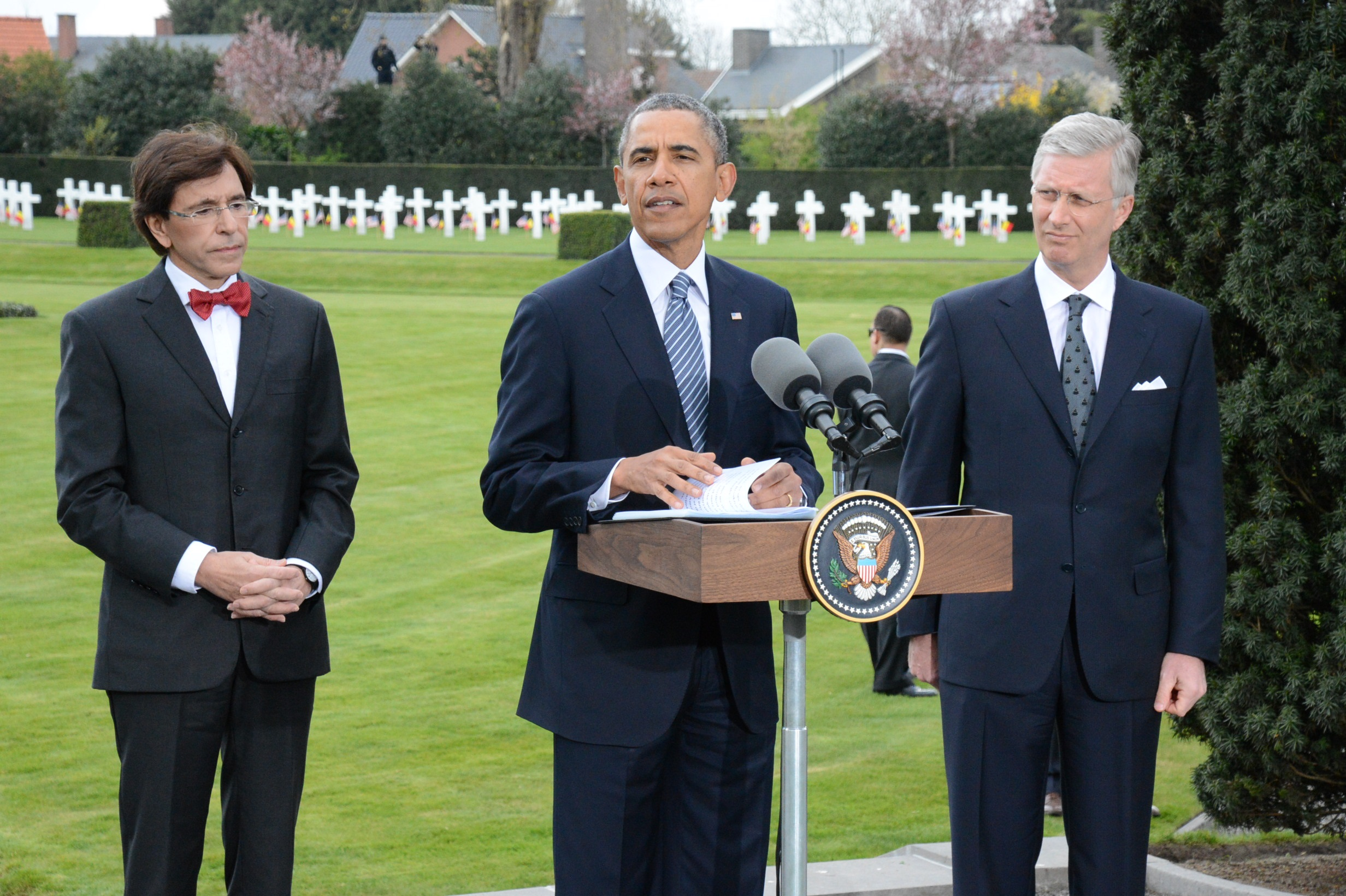
President Obama met minister-president Elio Di Rupo en koning Filip van België. Waregem, Flanders Field American Cemetery and Memorial, 26 maart 2014.

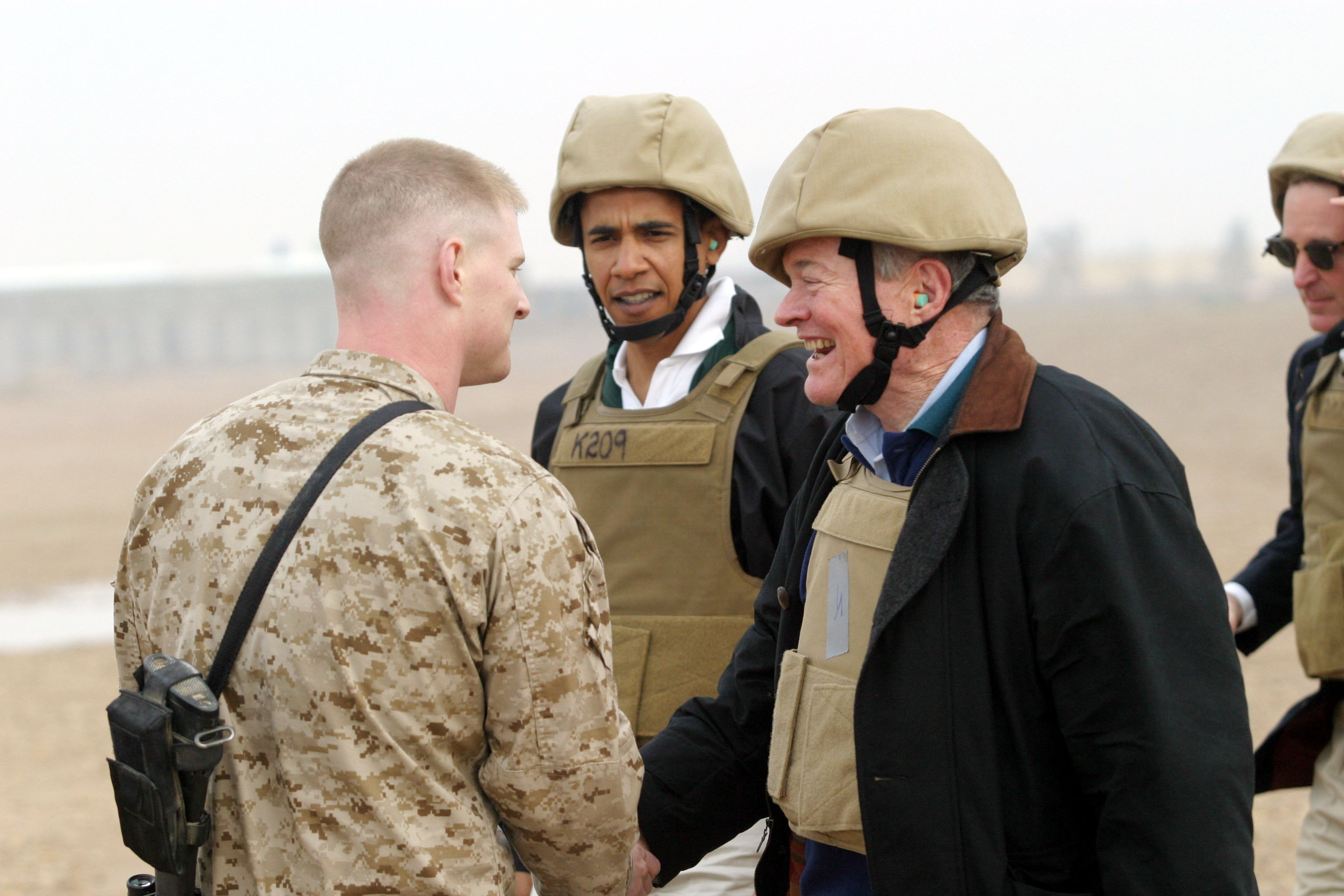
Obama en Christopher Bond, senator voor Missouri. Irak, 2006.

In de Senaatsverkiezingen voor Illinois streed hij in 2004 om een open zetel tegen de Republikein Alan Keyes. De winnaar werd in ieder geval de vijfde Afro-Amerikaan in de geschiedenis van de Senaat, na Hiram Revels, Blanche Bruce, Edward Brooke en Carol Moseley Braun. Obama won de verkiezingen met 70% van de stemmen tegenover 27% voor Keyes.
In de Senaat zette Obama zich onder andere in voor onderwijs, immigratie en grotere transparantie van de regering via e-government. Obama was ook actief in buitenlandse zaken. Zijn reis naar Afrika, waarin hij Zuid-Afrika, Kenia, Djibouti, Ethiopië en Tsjaad bezocht, trok veel aandacht bij media in de Verenigde Staten en de bezochte landen. Obama was de derde Afro-Amerikaan die een 'keynote address' gaf op een Nationale Democratische Conventie (in 2004). Dit was een opvallende toespraak, waarmee hij zich als politieke belofte introduceerde bij de Amerikaanse kiezers, met als meest geciteerde woorden:

Er zijn geen links Amerika en geen conservatief Amerika; er is de Verenigde Staten van Amerika. Er zijn niet een zwart Amerika en een blank Amerika en een latino Amerika en een Aziatisch Amerika; er zijn de Verenigde Staten van Amerika.

### Presidentsverkiezingen 2008

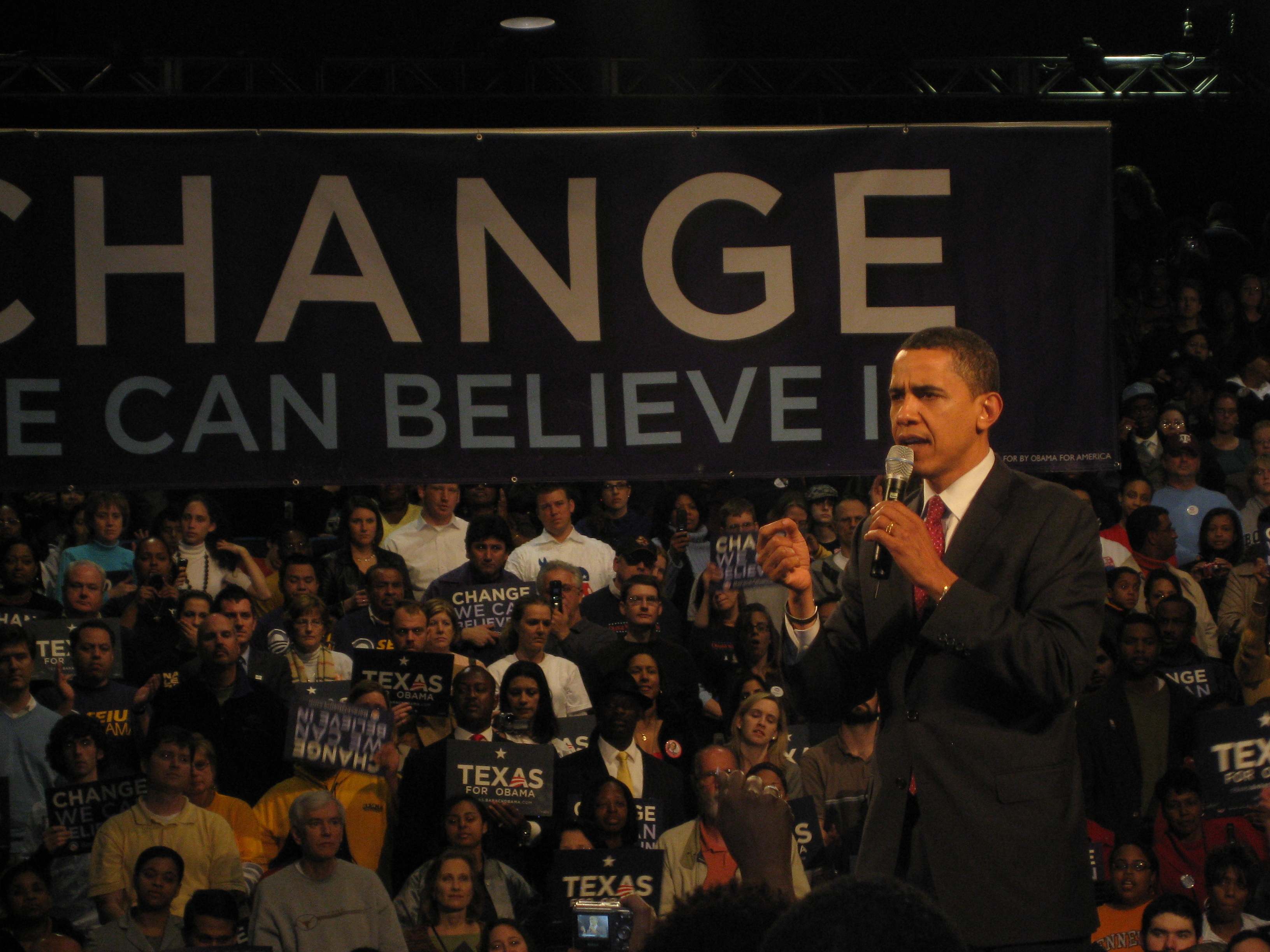
Barack Obama voert campagne in Houston, Texas

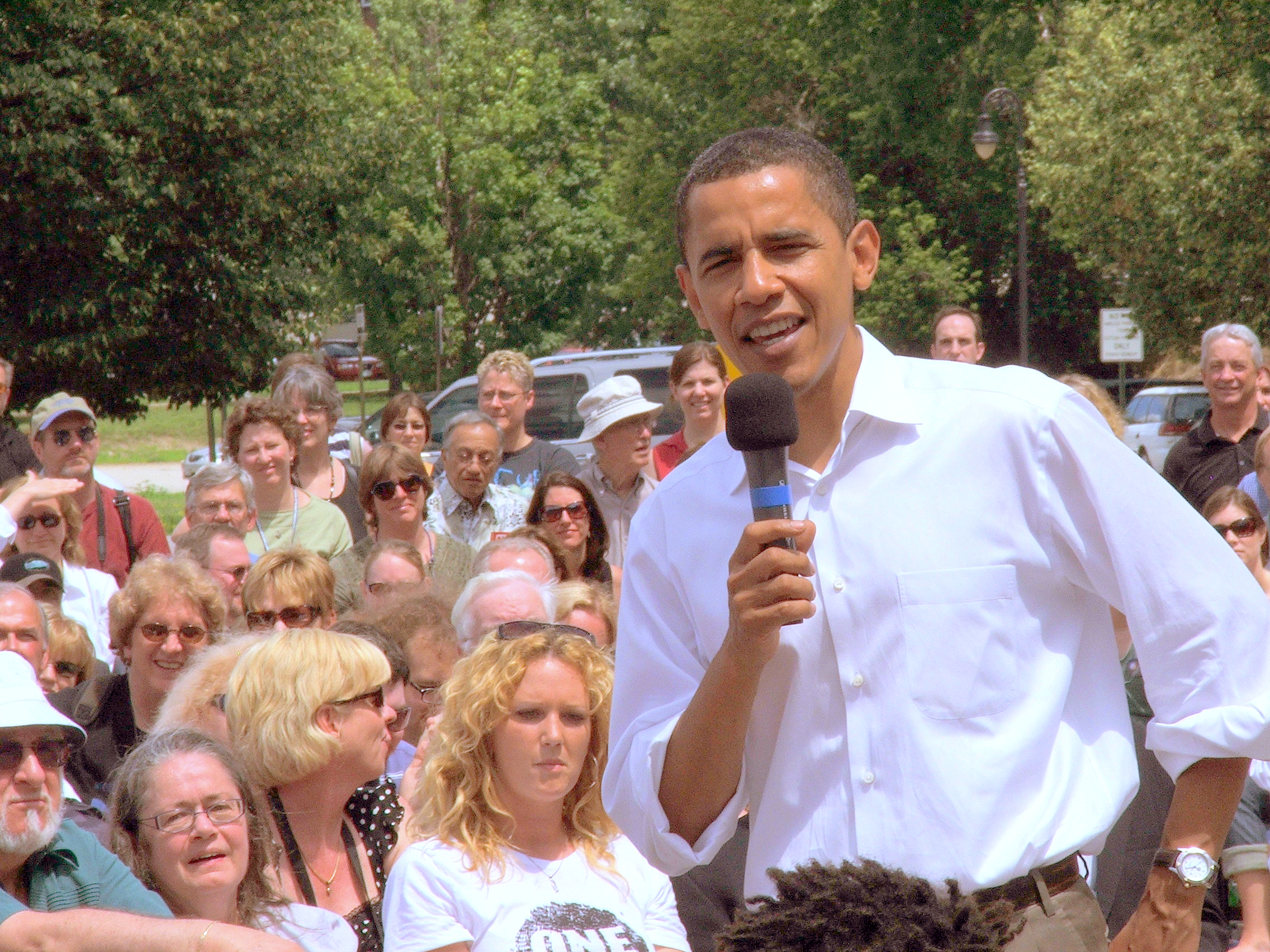
Obama in New Hampshire in augustus 2008

Op 16 januari 2007 maakte Barack Obama bekend een verkennend comité te hebben opgericht ter voorbereiding op zijn deelname aan de Democratische voorverkiezingen voor de Amerikaanse presidentsverkiezingen van 2008. Op 10 februari 2007 maakte hij zijn kandidatuur officieel in Springfield (Illinois). Zijn belangrijkste tegenkandidaat bij de Democratische voorverkiezingen werd Hillary Clinton.
De eerste voorverkiezing vond op 3 januari 2008 plaats in Iowa. Obama won deze staat met ruime voorsprong op John Edwards (tweede) en Clinton (derde). In de tweede voorverkiezing, in New Hampshire, bleef Clinton hem nipt voor. Vervolgens gingen Obama en Clinton geruime tijd gelijk op. Ook Super Tuesday, waarop 24 staten hun stem uitbrachten, bracht nog geen beslissing. Hierna nam Obama een voorsprong door tien staten op rij te winnen. Deze prestatie kon Clinton, hoewel zij belangrijke staten als Florida, Pennsylvania en Californië achter zich had weten te krijgen, niet meer inhalen. Obama won uiteindelijk verreweg de meeste voorverkiezingen en caucuses. Na de laatste voorverkiezingen op 3 juni had Obama voldoende gedelegeerden achter zich om de Democratische kandidatuur voor de verkiezingen op te kunnen eisen. Clinton trok zich op 7 juni officieel terug uit de verkiezingsstrijd.
Sinds Obama de Democratische presidentskandidaat werd, voerde hij campagne in zogeheten swing states. Zijn campagneteam vestigde records met het registreren van nieuwe kiezers voor de Democratische Partij, waarvan een groot deel met behulp van het internet. Obama's toespraken brachten duizenden mensen op de been en hij gebruikte leuzen als Yes we can en Change we can believe in. Op 23 augustus 2008 werd bekend dat Obama de 65-jarige senator Joe Biden had gekozen als running mate.
Obama werd in de campagne gesteund door een aantal bekende Amerikaanse politici, zoals Jimmy Carter, John Kerry, Ted Kennedy en Colin Powell, alsmede door beroemdheden zoals Caroline Kennedy, Robert De Niro, Stevie Wonder, Oprah Winfrey, Jennifer Aniston en Will Smith.
Obama debatteerde driemaal met zijn Republikeinse tegenstander John McCain.
Tijdens de campagneperiode was bij sommige Amerikanen echter ook twijfel ontstaan over de oprechtheid van Obama. Er werd twijfel gezaaid of Obama wel in Amerika geboren was en een Amerikaans staatsburger is, hetgeen een voorwaarde is om president van Amerika te kunnen zijn. Een advocaat in Philadelphia (en aanhanger van Hillary Clinton), Philip J. Berg, meende dat Obama in Afrika geboren was en ondernam daarom gerechtelijke stappen om hem van de kieslijst in november te laten verwijderen. Dit zaaien van twijfel werd overgenomen door de Republikeinen, zoals zijn latere opvolger Donald Trump. Het stopte zelfs niet, toen Obama zijn geboortecertificaat had overlegd.
Inhoudelijk was er bezorgdheid over wat Obama's economisch beleid zou betekenen voor de VS en over zijn belofte om zonder condities vooraf met Amerika vijandig gezinde wereldleiders als Hugo Chávez en Mahmoud Ahmadinejad te praten.
Vijf dagen voor de verkiezingen onderbrak Obama zijn campagne om zijn grootmoeder, die op Hawaï woonde, te kunnen bezoeken. Zij lag op haar sterfbed en overleed twee dagen voor de verkiezingen.
Op 4 november 2008 won Obama de verkiezingen, waarna hij zijn overwinningstoespraak in het Grant Park in thuisstad Chicago gaf.

### Presidentsverkiezingen 2012
Tijdens de Democratische voorverkiezingen had Obama geen serieuze tegenstand. Obama koos wederom Joe Biden als zijn running mate, ondanks geruchten dat de keuze zou vallen op Hillary Clinton. Obama nam het bij de algemene verkiezingen op tegen de Republikein Mitt Romney. Deze deed het beter dan McCain vier jaar eerder, maar bleef toch steken op 206 kiesmannen tegenover 332 kiesmannen voor het duo Obama-Biden.

## Presidentschap

### Inauguratie en eerste dagen

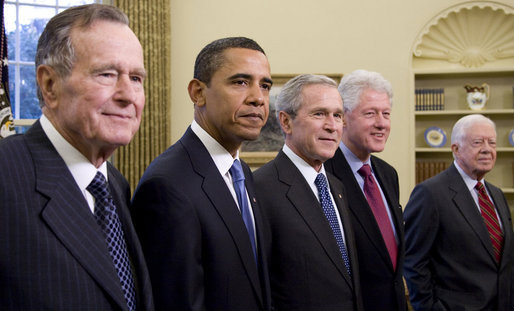
Obama met zijn voorgangers (v.l.n.r.) George H.W. Bush, George W. Bush, Bill Clinton en Jimmy Carter in het Oval Office op 7 januari 2009

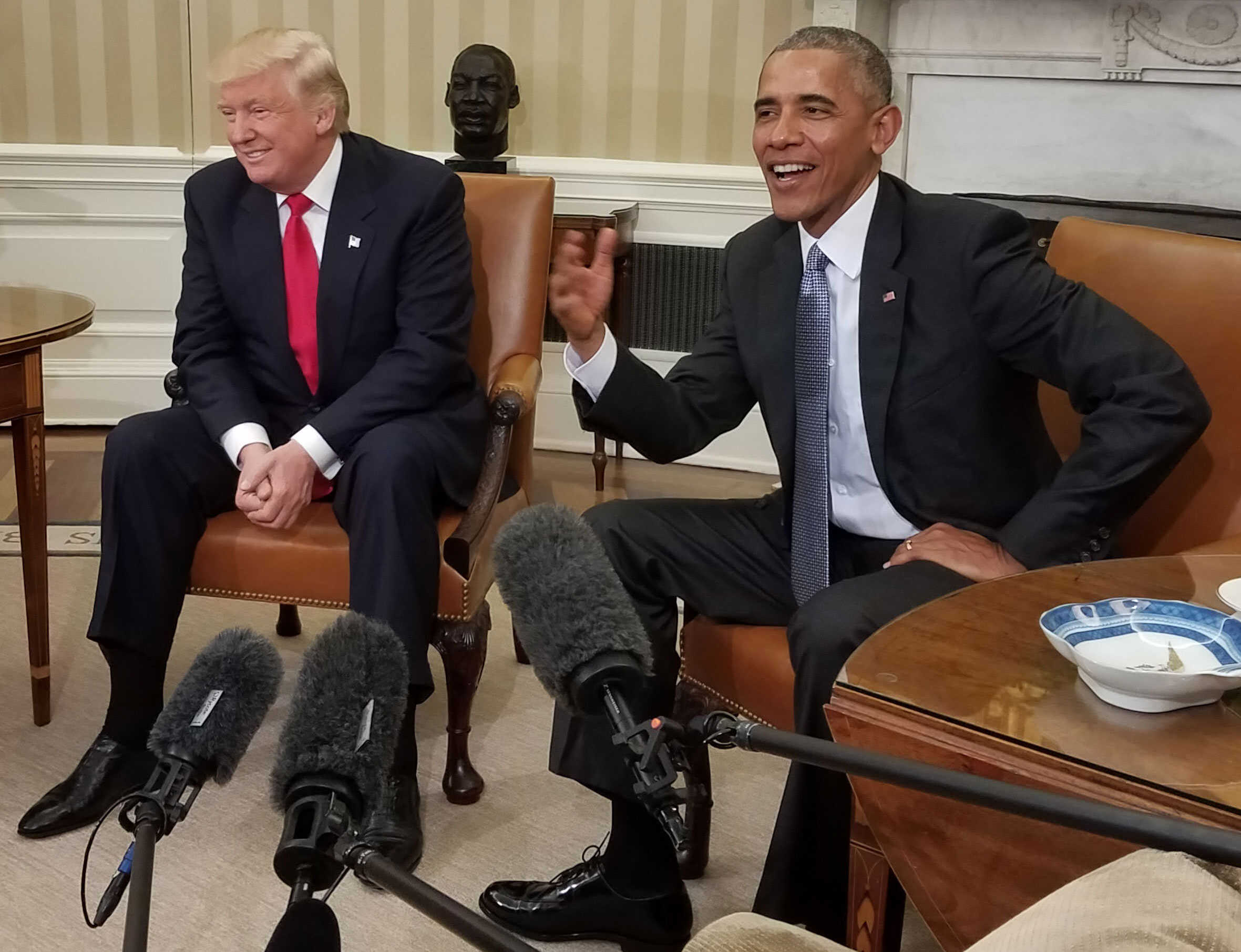
Donald Trump met Barack Obama in het Oval Office van het Witte Huis op 10 november 2016

Barack Obama werd op 20 januari 2009 om 12.05 uur (plaatselijke tijd) in Washington beëdigd tot 44e president van de Verenigde Staten. De eed werd hem afgenomen door opperrechter Roberts, waarbij dezelfde bijbel werd gebruikt als bij de inauguratie van Abraham Lincoln in 1861. Rechter Roberts maakte een fout in de eed: hij sprak het woord getrouw (faithfully) later uit dan de tekst van de eed uit de grondwet voorschrijft. De juiste tekst is: "Ik zal getrouw het ambt van president van de Verenigde Staten uitvoeren", Roberts zei: "Ik zal het ambt van president van de Verenigde Staten getrouw uitvoeren". Obama bemerkte de fout, haperde even, maar sprak Roberts toch na. Voor de zekerheid werd Obama de dag erna nog een keer – in besloten kring – beëdigd conform de juiste tekst.
In de eerste dagen als president vaardigde hij executive orders uit om de Amerikaanse troepen uit Irak terug te trekken. Hij beval de sluiting van het detentiecentrum in Guantanamo Bay "zo spoedig mogelijk, doch uiterlijk tegen januari 2010", Hij beperkte de geheimhouding die gegeven wordt aan de presidentiële administratie en veranderde de procedures van de Freedom of Information Act. Hij hief ook het verbod op op federale financiering van buitenlandse organisaties die abortus provocatus mogelijk maken, in maart 2009 gevolgd door het opheffen van het verbod op federale subsidies voor embryoverbruikend stamcelonderzoek.
Obama was president gedurende twee ambtsperioden. Hij begon zijn presidentschap met een Democratische meerderheid zowel in het Huis van Afgevaardigden als in de Senaat, maar verloor het Huis bij de eerste tussentijdse verkiezingen in 2010. Bij zijn tweede tussentijdse verkiezingen in 2014 verloor hij ook de Senaat.
In 2009, 2011 en 2012 was Obama volgens het Amerikaanse zakenblad Forbes de machtigste persoon in de wereld.

### Binnenlands beleid

#### Economie
Obama werd president terwijl de economische crisis – ook bekend als de kredietcrisis – op haar hoogtepunt was. Obama ondertekende op 17 februari de American Recovery and Reinvestment Act of 2009. Dit was een economisch pakket maatregelen ter waarde van 787 miljard dollar dat bestond uit verschillende maatregelen met betrekking tot onderwijs, gezondheidszorg, infrastructuur en verschillende belastingvoordelen. Het was bedoeld om de Amerikaanse economie, die zich op een dieptepunt bevond, te stimuleren.
Obama's minister van Financiën Timothy Geithner maakte in februari 2009 bekend een publiek-privaat fonds te willen opzetten dat de riskante producten van banken opkoopt. In juni 2009 hield Obama met overheidssteun de Amerikaanse autoconcerns General Motors en Chrysler overeind.
Het totale begrotingstekort bedroeg over 2010 10.6 procent van het bruto binnenlands product (bbp). Voor 2011 lag de verwachting een stuk lager, maar de totale staatsschuld zou toen zijn opgelopen tot ongeveer 8,53 biljoen dollar, 80 procent van Amerikaanse bbp. De werkloosheid liep in oktober 2009 op tot 10.1 procent, maar begon daarna weer te dalen.

#### Hervorming gezondheidszorg
In het eerste jaar van zijn regering zette Obama sterk in op een hervorming van de Amerikaanse gezondheidszorg. Zijn plan voorzag in ziektekostenverzekering voor circa 32 miljoen tot dan toe nog onverzekerde Amerikanen. Voor veruit de meeste Amerikanen werd een basisverzekering tegen ziektekosten verplicht. Verzekeringsmaatschappijen mogen zieke Amerikanen niet meer afwijzen.
Een belangrijk kritiekpunt van de Republikeinen waren de hoge kosten van de plannen. Er was circa 1 biljoen dollar (700 miljard euro) voor nodig. prolifeorganisaties en religieus rechts hebben zich ook fel tegen de plannen verzet. Vooral de mogelijkheid om abortus met belastinggeld te financieren stuitte op heftige protesten. Obama gaf de verzekering af dat er geen federale fondsen voor de financiering van abortus zouden worden aangewend. Wel hielden individuele staten de mogelijkheid overheidsgeld voor abortus ter beschikking te stellen.
Dankzij een ruime meerderheid van zijn partij in de Senaat wist Obama zijn plannen te realiseren. Op 23 maart 2010 ondertekende hij de zogeheten Patient Protection and Affordable Care Act.

#### Olieramp Golf van Mexico

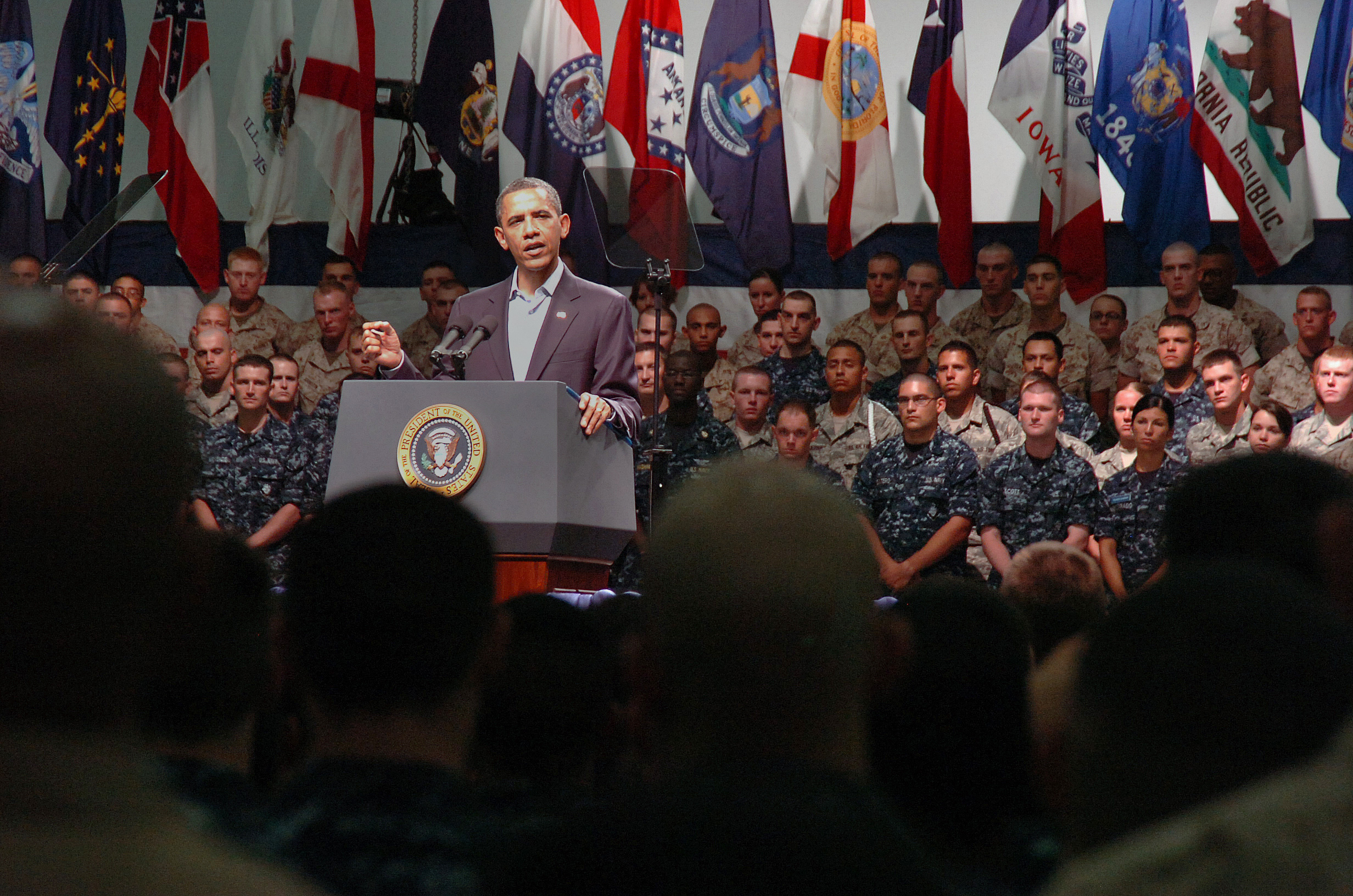
Obama spreekt over de olieramp in de Golf van Mexico in juni 2010

Op 20 april 2010 vond er onder water een explosie plaats op het boorplatform Deepwater Horizon in de Golf van Mexico. Daardoor liep er een gigantische hoeveelheid olie in zee. BP, leaser van de boortoren, probeerde het gat te dichten, maar slaagde daar lange tijd niet in. President Obama bezocht de rampregio voor de eerste keer op 2 mei, en later op 28 mei en 4 juni. Hij gaf opdracht tot een federaal onderzoek en stelde een onafhankelijk commissie in die onderzoek moest doen naar nieuwe veiligheidsmaatregelen. Obama riep de noodtoestand af en kondigde op 27 mei een moratorium voor boren op zee in diepwater. Het lek werd pas op 15 juli gedicht. De regering van Obama klaagde BP achteraf aan omdat het bedrijf zich niet aan de benodigde veiligheidsmaatregelen had gehouden.

### Buitenlands beleid

#### Irakoorlog
Tijdens de presidentiële overgangsperiode liet Obama weten dat hij Robert Gates, onder president George W.H. Bush al minister van Defensie, zou aanhouden als minister. Op 27 februari 2009 kondigde hij aan dat er op 31 augustus 2010 een einde moest komen aan de militaire gevechtsmissie in Irak. Hij verminderde de troepenmacht van 142.000 man tot een aantal tussen de 35.000 en 50.000 man. Deze blijven tot eind 2011 en zullen helpen met de training van Iraakse soldaten. Op 31 augustus kondigde Obama ook daadwerkelijk aan dat er een einde was gekomen aan de gevechtsmissie in Irak.

#### Afghanistan

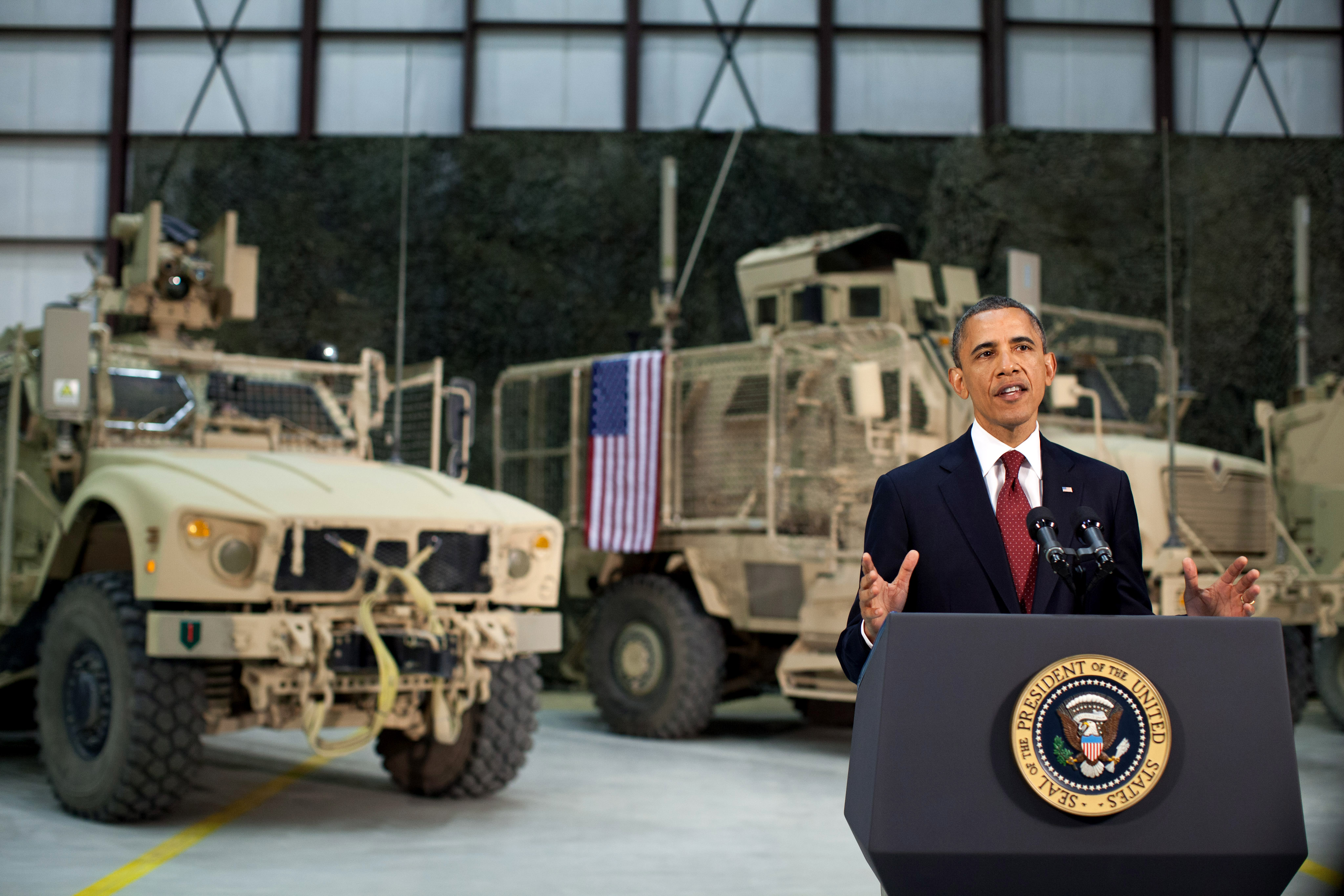
Obama in Afghanistan, 2012

In het begin van zijn presidentschap kondigde Obama aan extra troepen naar Afghanistan te willen sturen. Op 1 december kondigde hij aan 30.000 soldaten te sturen ter versterking van de aanwezig 71.000 manschappen. Hij stelde ook voor om binnen 18 maanden te beginnen met het terugtrekken van troepen uit Afghanistan. In juni 2010 verving Obama Stanley McChrystal, de militaire commandant in Afghanistan, nadat deze het Witte Huis hevig had bekritiseerd in een interview. De nieuwe commandant werd David Petraeus.

#### Nobelprijs voor de Vrede
In 2009 ontving hij de Nobelprijs voor de Vrede voor "zijn uitzonderlijke inspanningen ter versterking van de internationale diplomatie en de samenwerking tussen de volkeren". Er was verbazing en kritiek op de keuze van het Nobelprijs-comité, omdat Obama als president nog weinig bereikt zou hebben. Obama gaf zelf aan "niet het gevoel te hebben dat ik thuishoor in het gezelschap van de mensen die de prijs eerder al wonnen". De oud-directeur van het Noorse Nobelinstituut, Geir Lundestad, verklaarde in 2015 dat het hem speet dat de Vredesprijs in 2009 naar Barack Obama was gegaan.

#### Libië
In Libië braken in februari 2011 massale protesten uit tegen de lang zittende dictator Moammar al-Qadhafi. Er brak vervolgens een burgeroorlog uit. De rebellen riepen de internationale gemeenschap op om een no-flyzone in te stellen. De VN-veiligheidsraad nam op 17 maart 2011 Resolutie 1973 Veiligheidsraad Verenigde Naties aan, waardoor er vliegverbod kwam boven Syrië. Nadat bleek dat Libië dit verbod schond besloten de VS, Canada, Frankrijk en Groot-Brittannië tot militair ingrijpen. Later vonden de militaire acties plaats onder de vlag van de NAVO. Dit ingrijpen droeg uiteindelijk bij aan de val van al-Qadhafi. Na zijn overlijden raakte het land verwikkeld in een burgeroorlog. In september 2012 vond er een bestorming plaats van het Amerikaans consulaat in Benghazi, waarbij de Amerikaanse ambassadeur Christopher Stevens het leven verloor.

#### Dood van Osama bin Laden

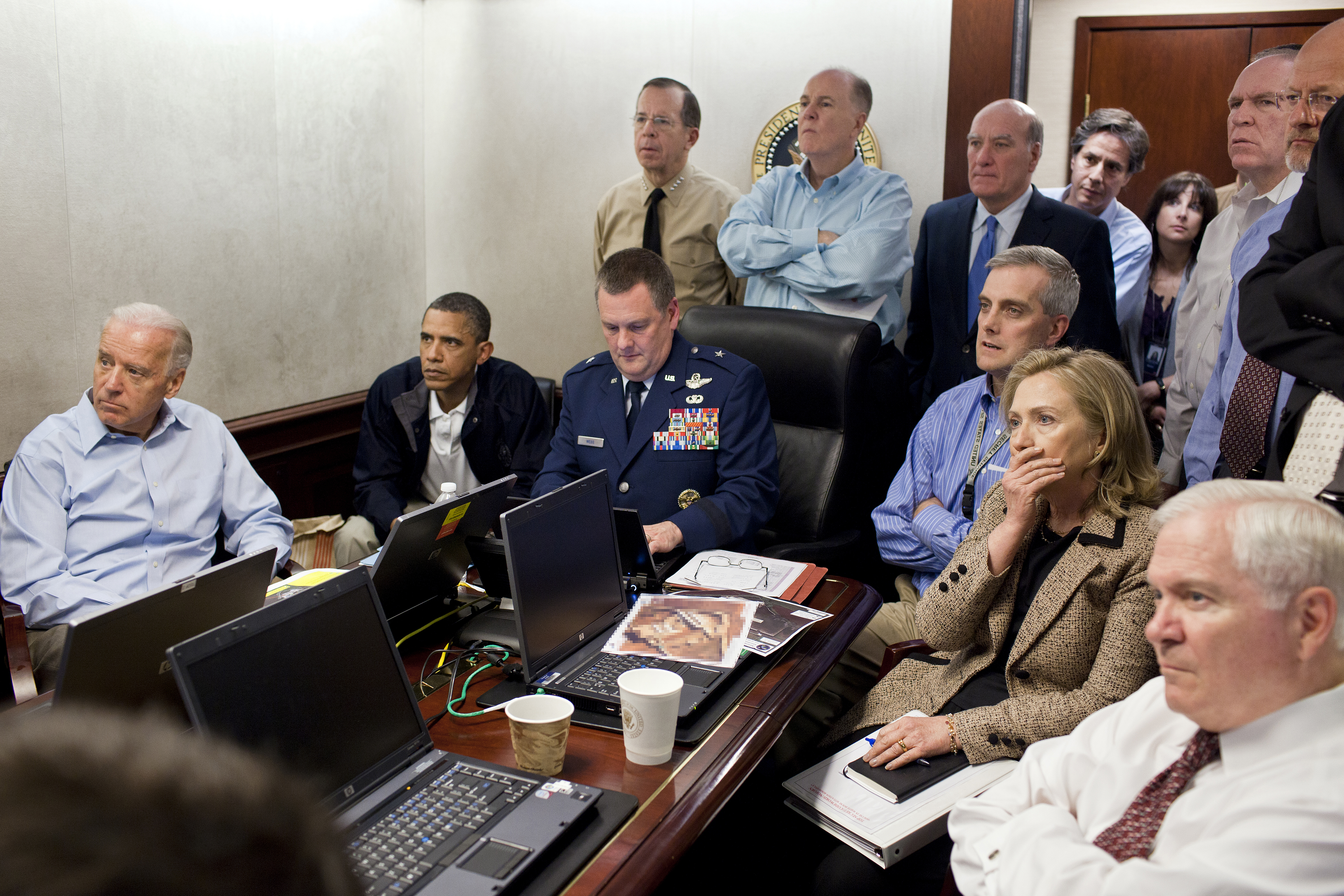
Barack Obama, Joe Biden en Hillary Clinton volgen de militaire operatie en de zoektocht naar Osama bin Laden.

Op 2 mei 2011 gaf Obama een eenheid van Navy SEALs toestemming om een villa binnen te vallen in Abbottabad (Pakistan) waar Osama bin Laden zich ophield. Bij de inval werd de leider van Al Qaida gedood.

#### Cuba
Obama was in maart 2016 de eerste Amerikaanse president in 88 jaar die Cuba bezocht. Eind 2014 had Obama samen met de Cubaanse leider Raúl Castro al aangekondigd dat de banden tussen beide landen hersteld zouden worden. Zo zou de Verenigde Staten een ambassade openen in Havana en Cuba andersom in Washington. Dit gebeurde in de zomer van 2015.

#### Iran
Obama was de initiatiefnemer achter de nucleaire deal die met Iran werd gesloten, het zogeheten Joint Comprehensive Plan of Action. In het verdrag werden afgesproken dat Iran zich aan afspraken zou houden waardoor het onmogelijk werd voor het land om een kernbom te produceren. In ruil daarvoor zouden de internationale sancties langzaam worden opgeheven. Obama's opvolger Donald Trump zegde de deal op. Iran en de andere ondertekenaars van de deal (het Verenigd Koninkrijk, Frankrijk, Duitsland, Rusland en China) gaven aan zich wel aan de afspraken te willen houden.

#### Oost-Azië
Met een nieuwe “Oost-Azië-strategie” (ook bekend als de “Pivot to Asia”) introduceerde Obama vanaf 2009 een belangrijke verschuiving in het buitenlands beleid, weg van het Midden-Oosten en Europa, en meer focus op Oost-Aziatische en Zuidoost-Aziatische landen, vooral landen die in de nabijheid liggen van de Volksrepubliek China, die nu beschouwd werd als rivaliserende supermacht.

#### Religie

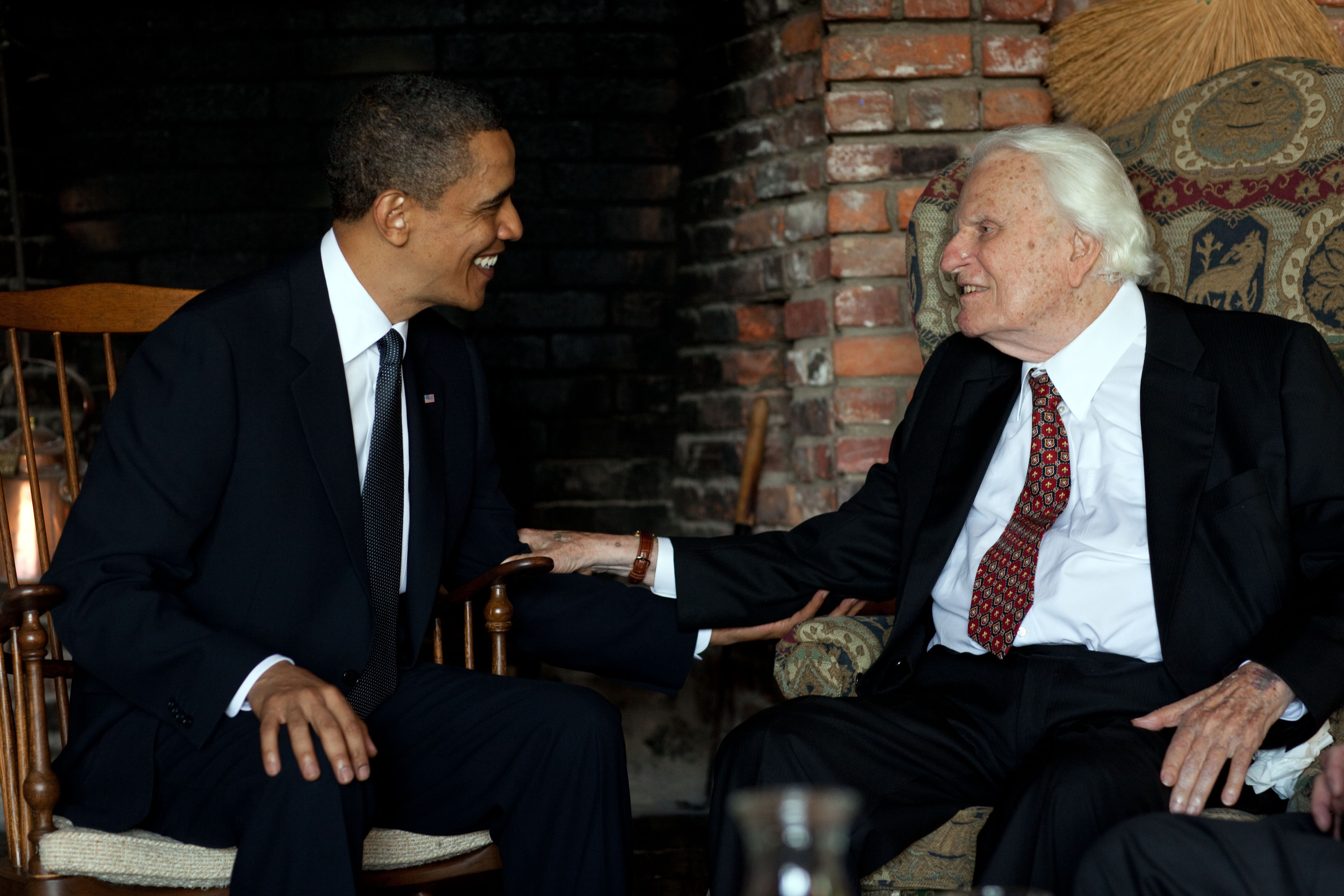
President Obama met Billy Graham in 2010

Obama hield op 4 juni 2009 een belangrijke toespraak in Cairo over zijn visie op de relatie tussen de VS en de wereld van de islam. Daarin toonde hij oog te hebben voor de moeilijke situatie van de Palestijnen en pleitte hij voor een levensvatbare Palestijnse staat. Hamas moest stoppen met geweld en Israël met haar illegale nederzettingen.
In april 2010 bracht Obama een bezoek aan de toen 91-jarige televisiepredikant Billy Graham in diens optrek bij Asheville in de staat North Carolina. Tijdens het ruim half uur durende bezoek praatten en baden de twee. Obama was de eerste president die Graham thuis opzocht.
Het eerste officiële bezoek aan Israël en de Palestijnse gebieden bracht Obama in maart 2013. President Shimon Peres eerde hem met de belangrijkste onderscheiding die Israël voor burgers kent. Obama is de eerste Amerikaanse president die deze eer te beurt valt. In 2014 deed hij vergeefs een poging om via zijn minister van Buitenlandse Zaken John Kerry de vastzittende vredesbesprekingen opgang te brengen. Het jaar daarop  passeerde Benjamin Netanyahu hem en sprak direct het Amerikaans Congres toe over het gevaar dat volgens hem uitging van het Iraanse kernprogramma.
Obama tekende in 2016 voor een militair hulppakket voor Israël ter waarde van 38 miljard doller voor de periode 2018-2028/.
Op 23 december 2016 onthield de VS zich – tot woede van Israël – tijdens de stemming in de Veiligheidsraad van de VN over Resolutie 2334, waardoor deze werd aangenomen. De Raad veroordeelt elke poging "de demografische samenstelling, het karakter en status van het sinds 1967 bezette Palestijnse Territorium te wijzigen" (met inbegrip van Oost-Jeruzalem).

## Schrijverswerk
Van Obama's hand verscheen in 1995 zijn autobiografie: Dreams from My Father: A Story of Race and Inheritance. In december 2004 tekende hij een contract voor 1,9 miljoen dollar voor het schrijven van nog drie boeken, waaronder een kinderboek. Een royaal gedeelte van het bedrag was een voorschot. In het eerste van de drie boeken, Audacity of Hope, verschenen op 17 oktober 2006, behandelt Obama zijn politieke overtuigingen. In september 2008 bracht Obama het boek Change we can believe in uit, zijn programma voor de toekomst van de Verenigde Staten. De Nederlandse vertaling hiervan verscheen in januari 2009.

### Bestseller 60
| Boeken met noteringen in de Nederlandse Bestseller 60 | Jaar van verschijnen | Datum van binnenkomst | Hoogste positie | Aantal weken | Opmerkingen                           |
| ----------------------------------------------------- | -------------------- | --------------------- | --------------- | ------------ | ------------------------------------- |
| De herovering van de Amerikaanse droom                | 2007                 | 12-11-2008            | 52              | 3            |                                       |
| Dromen van mijn vader                                 | 2007                 | 19-11-2008            | 6               | 28           |                                       |
| Een beloofd land                                      | 2020                 | 25-11-2020            | 1(3wk)          | 14           |                                       |
| Renegades                                             | 2021                 | 17-02-2021            | 11              | 1            | in samenwerking met Bruce Springsteen |

## Nederlandse literatuur
- Willem Uylenbroek (2007). Barack Obama, de weg naar het Witte Huis. Carrera, pp. 158. ISBN 978-90-488-0026-1.
- Frans Verhagen (2008). President Obama in een notendop. Bakker, pp. 116. ISBN 9789035134201.
- Pete Souza (2017). Obama; een intiem portret. Spectrum, pp. 352. ISBN 9789000358281.
- Ben Rhodes (2018). Mijn jaren met Obama; achter de schermen van een presidentschap. De Bezige Bij, pp. 544. ISBN 9789403123509.